# Botran
Ron Botran ist ein Premium Rum aus Guatemala. Produzent ist die Firma Industrias Licoreras de Guatemala, die auch den Superpremium Rum Ron Zacapa herstellen.

## Abfüllungen
Ron Botran ist in den verschiedensten Abfüllungen erhältlich. Ron Botran Etiqueta Blanca (weißer Rum), der jüngste aus dem Hause Botran, wird drei Jahre gelagert. Ron Botran Oro (brauner Rum) wird fünf Jahre in Quetzaltenango, das auf 2300 m liegt, gelagert. Ron Botran Anejo 8 (brauner Rum) wurde 2004 auf den internationalen Markt gebracht, um die Lücke zwischen den sechs Jahre alten Oro und dem zwölf Jahre alten Anejo zu schließen. Seine Lagerungszeit beträgt acht Jahre. Ron Botran Anejo 12 (brauner Rum) lagert zwölf Jahre. Ron Botran Solera 1893 (brauner Rum) wird für 18 Jahre gelagert und hat eine feine weiche Note.
Alle Botran & Zacapa Rums werden aus Virgin Cane Honey (frischer Zuckerrohrsaft, dem durch einen schonenden Erhitzungsprozess das Wasser entzogen wird) hergestellt, lagern in Fässern aus weißem Eichenholz und haben einen Alkoholgehalt von 40 %.

## Auszeichnungen
Ron Botran Etiqueta Blanca:
- 2006 Goldmedaillengewinner beim Internationalen Cane Spirits Festival in Florida der Kategorie „weißer Rum“
- 2001 Goldmedaille & erster Platz beim 12 Int. Rum Fest in Barbados.
- 2000 Goldmedaille & erster Platz beim 11 Int. Rum Fest in Barbados.

Ron Botran Oro:
- 2003 Goldmedaillengewinner beim Internationalen Rum Fest in Kanada der Kategorie „80ProofDark“
- 2001 Goldmedaillengewinner beim Internationalen Rum Fest in Barbados der Kategorie „Dark Rum“
- 2000 Goldmedaille & dritter Platz beim 11 Int. Rum Fest in Barbados.

Ron Botran Anejo 8 
- 2006 Silbermedaille beim Internationalen Cane Spirits Festival in Florida der Kategorie „Dark Rum“

Ron Botran Anejo 12 
- 2006 Silbermedaille beim Internationalen Cane Spirits Festival in Florida der Kategorie „Dark Rum“
- 2003 Silbermedaille beim Internationalen Rum Fest in Kanada der Kategorie „Premium“

Ron Botran Solera 1893 
- 2006 Goldmedaillengewinner beim Internationalen Cane Spirits Festival in Florida der Kategorie „Dark Rums“
- 2003 Goldmedaille beim Internationalen Rum Fest in Kanada der Kategorie „Super Premium“
- 2002 Goldmedaille beim Internationalen Rum Fest in Kanada der Kategorie „Super Premium“
- 2001 Goldmedaille beim Internationalen Rum Fest in Barbados der Kategorie „Super Premium“
- 2000 Grande Medaille D’Or Selection de la Qualite in Luxemburg